# أنطوان القوال
أنطوان محسن القوّال (1939 - 29 أغسطس 2014) شاعر وباحث وعالم أدبي لبناني. ولد في زغرتا ودرس فيها، ثم في معهد الآباء الكرمليين في طرابلس. تخرّج في الجامعة اللبنانية في بيروت مجازًا في العلوم السياسية والإدارية. عمل مدرّسًا للغة العربية، ثم مارس الصحافة. شغل منصب قائمقام قضاء بشري في الشمال. وكان مدير البيت الثقافي في زغرتا، وعضو الرابطة الأدبية الشمالية، والمجلس الثقافي للبنان الشمالي. له مؤلفات كثيرة في الأدب والتحقيق ودواوين شعرية وقصص للأطفال، وقد نشر بعض مؤلفات باسماء مستعارة مثل: رامي منير ومنبر القوّال ومحمد بركات ومحسب بربر.

## سيرته
ولد أنطوان محسن القوّال سنة 1939 في زغرتا. تلقى دروسه الابتدائية في مدارسها الرسمية، أولاً في مدرسة مار يوسف ثم في التكميلية الأولى للصبيان، والثانوية ففي مدرسة الآباء الكرمليين في طرابلس. حصل على إجازة في العلوم السياسية والإدارية من الجامعة اللبنانية في بيروت سنة 1973.

اشتغل بالتعليم الرسمي من 1960 حتى 1975. دخل الإعلام وفي سنة 1976 عمل محرراً في إذاعة عمشيت، ثم في إذاعة لبنان الحر من إهدن، سنة 1978. وقبله في 1977 التحق بالمعهد الوطني للإدارة والإنماء في مجلس الخدمة المدنية.

عُيّن رئيس قسم قائمقامية الكورة في 1980، ثم في سنة 1987 عُيّن قائمقاماً بالتكليف في قضاء بشري. وفي سنة 1995 شغل مركز قائمقام الكورة بالإنابة مدة سنة. وفي عام 2000 أُعيد تكليفه إشغال مركز قائمقامية الكورة بالإنابة حتى تقاعده في 2002. كان من مؤسسي حركة الشباب الزغرتاوي التي أطلقت من بيت الكهنة سنة 1959 إلى 1969. وقد شارك في مهرجانات إهدن السياحية 1960 – 1964. وكان عضواً في «كنيسة من أجل عالمنا» وهو من مؤسسي نادي روتاري زغرتا – الزاوية، ومندوب النيابة البطريركية زغرتا – إهدن إلى المجمع البطريركي الماروني، سنة 2003. وكان أيضًا عضوًا في الرابطة المارونية.

توفي القوال في 29 أغسطس 2014 ودُفن في مسقط رأسه. ورعى وزير الثقافة اللبنانية، ريمون عريجي حفل تكريم له بمناسبة مرور أربعين يوما على غيابه في 13 أكتوبر.

## مؤلفاته
- «كرم»، 1966
- «مرثاة بلادي الأخيرة»، 1967
- «اثنان»، 1970
- «البندقية المشرقة على الجبين»، 1976
- «نشروا شوارع وسافروا»، 1981

من كتبه:
- «القراءة تحليلاً وتركيباً»، أربعة أجزاء، 1987 – 1990
- «لسيفه الأشعار»، بالاشتراك ، 1988
- «ملف عن يوسف بك كرم»، بالاشتراك، 1989
- «سراج الحبر»، 1989
- «كان أباً للصغا»، 1990
- «عنترة وعبلة»، 1992
- «نصوص خارج المجموعة جبران خليل جبران»، 1993
- «نصوص خارج المجموعة مي زيادة»، 1993
- «ظرفاء لبنان»، 1993
- «فن المراسلة»، 1993
- «الموشحات الأندلسية»، 1994
- «فن الخطابة»، 1996
- «شعر جبران خليل جبران»، 1999
- «الخطابة عند العرب»، بإسم مستعار رامي منير، 2005
- «اللغة العربية لرجال الأعمال»، 2005
- «الموسوعة الجغرافية أضواء على العالم»، 2005
- «مي زيادة من رائدات النهضة النسائية»، 2006
- «إلياس أبو شبكة الشاعر الصادق»، 2006
- «نبذة تاريخية في أصل الأمة المارونية»، ترجمة بالاشتراك، 2007
- «المربّي الرسام يوسف محسن القوال»، 2008
- «سرّ المعطف»، تمثيلية، 1960
- «عين الهوى»، مغناة بالعامية، 1969
- «بنشعي»، مغناة بالعامية، 1970
- «النائب إميل جرجس لحود أخباره وأشعاره»
- «الجنية»، مغناة بالعامية
- «معجم الشعراء في زغرتا»، 2012

وجمع وشرح وحقق عدة كتب منها:
- «ديوان ديك الجن الحمصي»، 1992
- «ديوان أبي العيناء»، 1994
- «ديوان المهلهل»، 1995
- «ديوان عروة بن حزام»، 1995
- «رسائل جبران خليل جبران»، 1995
- «ديوان ولي الدين يكن»، 2001
- «ديوان إبراهيم بن المهدي»، 2003
- «ديوان وضاح اليمن»، 2003
- «ديوان ليلى الاخيلية وتوبة بن الحميّر»، 2003
- «ديوان كعب بن زهير»، 2003
- «ديوان أبي العتاهية»، 2003
- «المختار من أشعار الصحابة»، بإسم مستعار منبر القوّال، 2003
- «ديوان جميل صدقي الزهاوي»، 2004
- «الإباضية»، بإسم مستعار محسب بربر، 2004
- «روائع الغزل عند الشعراء العراقيين»، بإسم مستعار محمد بركات، 2004
- «روائع الغزل عند الشعراء المغاربة»، بإسم مستعار محمد بركات، 2004
- «روائع الغزل في جمال المرأة»، بإسم مستعار محمد بركات، 2004

من قصصه:
- «أميرة الثلج»، 1987
- «نبع القرية»، 1987
- «المزمار العجيب»، 1992
- «نور العين »، 1992